# چارلز کمپل
چارلز کمپل (انگلیسی: Charles Campbell; ۱۴ دسامبر ۱۸۸۱ – ۱۹ آوریل ۱۹۴۸) قایقران قایق بادبانی اهل بریتانیا بود.